# Oliver Stanley
Oliver Frederick George Stanley (4. května 1896, Londýn, Anglie – 10. prosince 1950, Sulhamstead, Berkshire, Anglie) byl britský konzervativní politik. Od roku 1924 až do své smrti poslanec Dolní sněmovny Spojeného království, v koaličních vládách 30. let vystřídal několik ministerských funkcí, naposledy byl za druhé světové války členem Churchillovy koaliční vlády jako ministr kolonií (1942–1945). Do své předčasné smrti patřil k nejdůležitějším osobnostem Konzervativní strany

## Životopis
Pocházel z významného šlechtického rodu Stanleyů, narodil se jako mladší syn 17. hraběte z Derby, matka Alice Montagu (1862–1957) byla dcerou 7. vévody z Manchesteru. Studoval v Etonu, před plánovaným začátkem studia v Oxfordu vstoupil do armády a aktivně se zúčastnil první světové války na západní frontě. Byl vyznamenán Vojenským křížem a dosáhl hodnosti kapitána, později mimo aktivní službu byl povýšen na plukovníka. Po válce působil v justici a později vstoupil do politiky.
V letech 1924–1950 byl členem Dolní sněmovny a v parlamentu na sebe brzy upozornil jako řečník Konzervativní strany, v letech 1924–1929 byl parlamentním tajemníkem ministra školství lorda Eustace Percyho. V koaličních vládách 30. let zasedal nepřetržitě v různých funkcích deset let. V letech 1931-1933 zastával nižší post státního podsekretáře vnitra, poté byl ministrem dopravy (1933-1934). V této funkci inicioval četné reformy, mimo jiné zavedl povinné zkoušky pro nové řidiče, což byl předstupeň pozdější autoškoly. V roce 1934 byl jmenován členem Tajné rady a v letech 1934-1935 zastával úřad ministra práce a sociálních věcí. Do Baldwinovy vlády vstoupil jako ministr školství (1935-1937) a poté byl ministrem obchodu (respektive předsedou úřadu pro obchod; 1937–1940). V lednu 1940 se v Chamberlainově vládě stal ministrem války a v této funkci do něj byla vkládána velká očekávání spojená mimo jiné s tím, že stejný post zastával jeho otec na počátku první světové války. Do Churchillovy válečné koaliční vlády však nebyl přizván, až později převzal ministerstvo kolonií (1942–1945).
Po druhé světové válce byl v opozici a po Churchillovi a Edenovi byl vnímán jako třetí nejvýznamnější osobnost Konzervativní strany. Podílel se na reorganizaci strany a cestě k volebnímu úspěchu v roce 1951, v druhé Churchillově vládě měl převzít klíčové ministerstvo financí. Toho se však již nedožil, zemřel náhle 10. prosince 1950 ve věku 54 let. V letech 1949–1950 zastával čestný post kancléře univerzity v Liverpoolu.
V roce 1920 se oženil s Maureen Stewart-Vane-Tempest (1900–1942), dcerou konzervativního politika a ministra několika resortů 7. markýze z Londonderry. Z jejich manželství pocházely dvě děti. Syn Michael Charles Stanley (1921–1990) zastával funkce ve správě hrabství Lancashire, dcera Kathryn Edith, provdaná Dugdale (1923–2004), byla dlouholetou dvorní dámou královny Alžběty II.
Oliverův starší bratr lord Edward Stanley (1894–1938) byl též politikem Konzervativní strany a v roce 1938 krátce ministrem pro dominia. Jejich sestra Victoria Stanley (1892–1927) byla manželkou Neila Primrose (1882–1917), syna bývalého premiéra 5. hraběte z Rosebery.